# Mechanitis polymnia
Mechanitis polymnia (Linnaeus, 1758) è un lepidottero diurno appartenente alla famiglia Nymphalidae, diffusa in America Meridionale e Centrale.

## Tassonomia
Mechanitis polymnia comprende le seguenti sottospecie:
- M. p. polymnia (Linnaeus, 1758)
- M. p. isthmia (Bates, 1863)
- M. p. chimborazona (Bates, 1864)
- M. p. lycidice (Bates, 1864)
- M. p. veritabilis (Butler, 1873)
- M. p. dorissides (Staudinger, 1884)
- M. p. casabranca (Haensch, 1905)
- M. p. eurydice (Haensch, 1905)
- M. p. caucaensis (Haensch, 1909)
- M. p. werneri (Hering, 1925)
- M. p. angustifascia (Talbot, 1928)
- M. p. apicenotata (Zikán, 1941)
- M. p. mauensis (Forbes, 1948)
- M. p. proceriformis (Bryk, 1953)
- M. p. bolivarensis (Fox, 1967)
- M. p. kayei (Fox, 1967)

## Galleria d'immagini

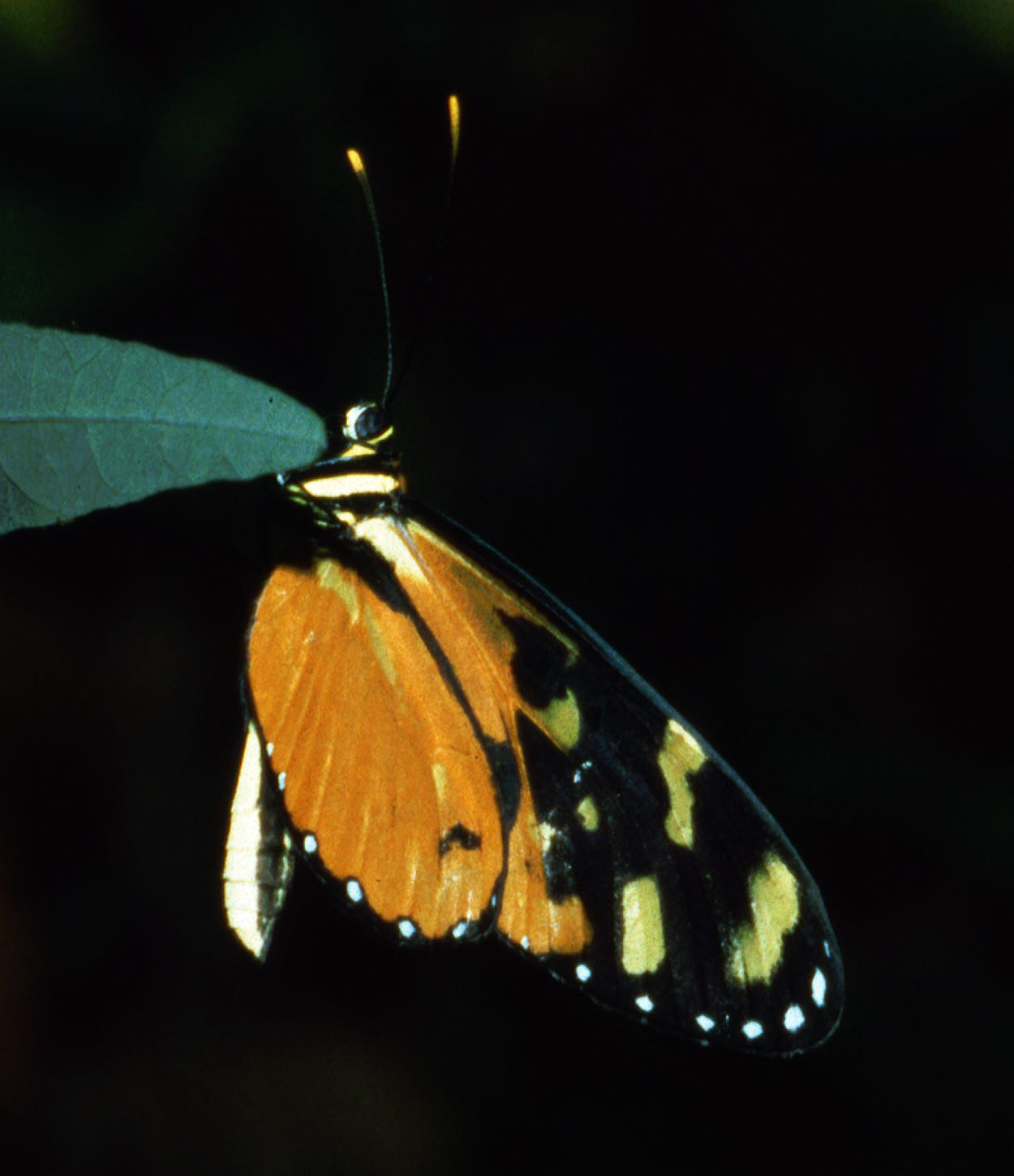
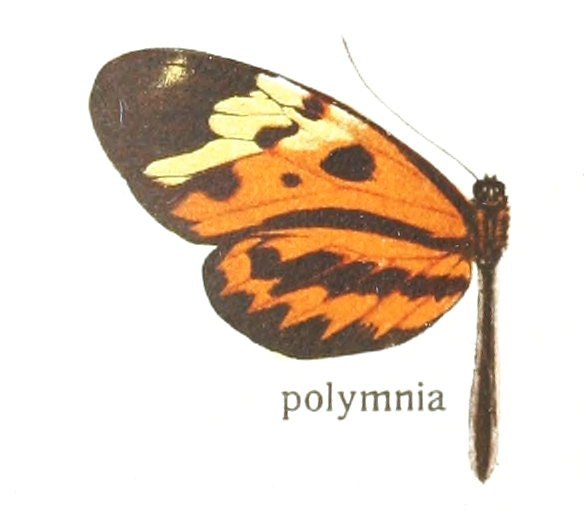